# Avenida de Mayo
L'Avenida de Mayo è un viale di Buenos Aires, capitale dell'Argentina. Unisce plaza de Mayo, sede della Casa Rosada, con plaza del Congreso, sede del Congresso della Nazione Argentina e termina in Avenida Rivadavia dopo un percorso di 1.5 km.
Sotto l'Avenida de Mayo si estendono quattro stazioni della Linea A della metropolitana di Buenos Aires: Perú, Piedras, Lima e Sáenz Peña.

## Storia
Fu voluta dal primo sindaco di Buenos Aires, Torcuato de Alvear, e fu progettata dall'architetto italo-argentino Giovanni Antonio Buschiazzo. I lavori di costruzione iniziarono nel 1884 e terminarono 1894. Fu così chiamata in onore alla Rivoluzione di Maggio che nel 1810 aveva dato il via al processo d'indipendenza del paese sudamericano. Ironicamente, per consentire l'apertura della strada su plaza de Mayo si dovette demolire proprio gran parte del Cabildo di Buenos Aires, il luogo dove era scoppiata la miccia indipendentista argentina. Sotto l'avenida de Mayo, nel 1913, fu realizzato il primo troncone della prima linea della metropolitana di Buenos Aires. Nel 1937 due isolati furono demoliti durante i lavori di realizzazione dell'Avenida 9 de Julio.
Fu proclamata luogo storico nazionale nel 1997.

## Monumenti e luoghi d'interesse
Lungo l'avenida de Mayo si affacciano alcuni importanti edifici del patrimonio storico ed architettonico di Buenos Aires:
- Cabildo di Buenos Aires
- Municipio di Buenos Aires
- Café Tortoni
- Hotel Castelar
- Palazzo Barolo
- Edificio La Inmobiliaria